# Coppa del Mondo giovani di slittino 2016
La Coppa del Mondo giovani di slittino 2015/2016 fu la diciannovesima edizione del circuito mondiale dello slittino relativo alla categoria giovani, manifestazione organizzata annualmente dalla FIL; iniziò il 19 novembre 2015 a Lillehammer in Norvegia e si concluse il 22 gennaio 2016 ad Oberhof in Germania e si svolse in contemporanea alla medesima competizione riservata agli juniores. Si disputarono diciotto gare: sei prove nel singolo donne, sei nel singolo uomini e sei nel doppio in sei differenti località; per stilare la graduatoria finale venne scartato il peggior risultato di coloro che disputarono tutte le tappe.
Nel corso della stagione si svolsero anche i II Giochi olimpici giovanili invernali di Lillehammer, in Norvegia, competizione non valida ai fini della Coppa del Mondo.
Le coppe di cristallo, trofeo conferito ai vincitori del circuito, furono assegnate alla russa Kristina Šamova per quanto concerne il singolo donne, all'italiano Fabian Malleier nel singolo uomini ed alla coppia di suoi connazionali formata da Felix Schwarz e Lukas Gufler nel doppio.

## Calendario
| Tappa  | Località             | Pista                           | Data                | Singolo                   | Singolo                   | Doppio                    |
| Tappa  | Località             | Pista                           | Data                | Donne                     | Uomini                    | Doppio                    |
| ------ | -------------------- | ------------------------------- | ------------------- | ------------------------- | ------------------------- | ------------------------- |
| 1      | Lillehammer          | Pista olimpica di Lillehammer   | 19 novembre 2015    | ●                         | ●                         | ●                         |
| 2      | Sigulda              | Pista di Sigulda                | 27 novembre 2015    | ●                         | ●                         | ●                         |
| 3      | Schönau am Königssee | Eisarena Königssee              | 5 dicembre 2015     | ●                         | ●                         | ●                         |
| 4      | Innsbruck            | Olympia Eiskanal Innsbruck-Igls | 11 dicembre 2015    | ●                         | ●                         | ●                         |
| 5      | Altenberg            | Eiskanal Altenberg              | 15 gennaio 2016     | ●                         | ●                         | ●                         |
| 6      | Oberhof              | Pista di Oberhof                | 22 gennaio 2016     | ●                         | ●                         | ●                         |
| -      | Lillehammer          | Pista olimpica di Lillehammer   | 14–16 febbraio 2016 | Giochi olimpici giovanili | Giochi olimpici giovanili | Giochi olimpici giovanili |
| Totale | Totale               | Totale                          | Totale              | 6                         | 6                         | 6                         |

## Risultati

### Singolo donne
| Data             | Località             | Nazione  | Prima classificata        | Seconda classificata        | Terza classificata          | RU    |
| ---------------- | -------------------- | -------- | ------------------------- | --------------------------- | --------------------------- | ----- |
| 19 novembre 2015 | Lillehammer          | Norvegia | Olesja Michajlenko Russia | Tat'jana Cvetova Russia     | Julija Naumova Russia       | [ 4 ] |
| 27 novembre 2015 | Sigulda              | Lettonia | Kristina Šamova Russia    | Tat'jana Cvetova Russia     | Lisa-Marie Völker Germania  | [ 5 ] |
| 5 dicembre 2015  | Schönau am Königssee | Germania | Tina Müller Germania      | Anna Berreiter Germania     | Josephine Meitzner Germania | [ 6 ] |
| 11 dicembre 2015 | Innsbruck            | Austria  | Tina Müller Germania      | Lisa-Marie Völker Germania  | Kristina Šamova Russia      | [ 7 ] |
| 15 gennaio 2016  | Altenberg            | Germania | Anna Berreiter Germania   | Josephine Meitzner Germania | Hannah Prock Austria        | [ 8 ] |
| 22 gennaio 2016  | Oberhof              | Germania | Anna Berreiter Germania   | Josephine Meitzner Germania | Hannah Prock Austria        | [ 9 ] |

### Singolo uomini
| Data             | Località             | Nazione  | Primo classificato         | Secondo classificato    | Terzo classificato       | RU     |
| ---------------- | -------------------- | -------- | -------------------------- | ----------------------- | ------------------------ | ------ |
| 19 novembre 2015 | Lillehammer          | Norvegia | Paul-Lukas Heider Germania | Bastian Schulte Austria | Ivan Nagler Italia       | [ 10 ] |
| 27 novembre 2015 | Sigulda              | Lettonia | Paul-Lukas Heider Germania | Fabian Malleier Italia  | Bastian Schulte Austria  | [ 11 ] |
| 5 dicembre 2015  | Schönau am Königssee | Germania | Thomas Jaensch Germania    | Bastian Schulte Austria | Reid Watts Canada        | [ 12 ] |
| 11 dicembre 2015 | Innsbruck            | Austria  | Paul-Lukas Heider Germania | Ivan Nagler Italia      | Lucas Geyer Germania     | [ 13 ] |
| 15 gennaio 2016  | Altenberg            | Germania | Bastian Schulte Austria    | Fabian Malleier Italia  | Thomas Jaensch Germania  | [ 14 ] |
| 22 gennaio 2016  | Oberhof              | Germania | Fabian Malleier Italia     | Thomas Jaensch Germania | Moritz Bollmann Germania | [ 15 ] |

### Doppio
| Data             | Località             | Nazione  | Primi classificati                        | Secondi classificati                       | Terzi classificati                               | RU     |
| ---------------- | -------------------- | -------- | ----------------------------------------- | ------------------------------------------ | ------------------------------------------------ | ------ |
| 19 novembre 2015 | Lillehammer          | Norvegia | Felix Schwarz Lukas Gufler Italia         | Andrej Šander Semën Mikov Russia           | Tomáš Vaverčák Matej Zmij Slovacchia             | [ 16 ] |
| 27 novembre 2015 | Sigulda              | Lettonia | Andrej Šander Semën Mikov Russia          | Tomáš Vaverčák Matej Zmij Slovacchia       | Vasile Marian Gîtlan Flavius Ion Crăciun Romania | [ 17 ] |
| 5 dicembre 2015  | Schönau am Königssee | Germania | Tobias Heinze Maximilian Illmann Germania | Vsevolod Kaškin Konstantin Koršunov Russia | Felix Schwarz Lukas Gufler Italia                | [ 18 ] |
| 11 dicembre 2015 | Innsbruck            | Austria  | Tobias Heinze Maximilian Illmann Germania | Felix Schwarz Lukas Gufler Italia          | Vasile Marian Gîtlan Flavius Ion Crăciun Romania | [ 19 ] |
| 15 gennaio 2016  | Altenberg            | Germania | Tobias Heinze Maximilian Illmann Germania | Felix Schwarz Lukas Gufler Italia          | Max Ewald Jakob Jannusch Germania                | [ 20 ] |
| 22 gennaio 2016  | Oberhof              | Germania | Andrej Šander Semën Mikov Russia          | Felix Schwarz Lukas Gufler Italia          | Tobias Heinze Maximilian Illmann Germania        | [ 21 ] |

## Classifiche

### Singolo donne
| Pos. | Nome               | Nazione     | Risultati ottenuti | Risultati ottenuti | Risultati ottenuti | Risultati ottenuti | Risultati ottenuti | Risultati ottenuti | Punti totali |
| Pos. | Nome               | Nazione     | LIL                | SIG                | KÖN                | INN                | ALT                | OBE                | Punti totali |
| ---- | ------------------ | ----------- | ------------------ | ------------------ | ------------------ | ------------------ | ------------------ | ------------------ | ------------ |
| 1    | Kristina Šamova    | Russia      | 6                  | 1                  | 8                  | 3                  | 5                  | 4                  | 335          |
| 2    | Anna Berreiter     | Germania    | –                  | –                  | 2                  | 9                  | 1                  | 1                  | 324          |
| 3    | Tat'jana Cvetova   | Russia      | 2                  | 2                  | 6                  | 11                 | 9                  | 6                  | 309          |
| 4    | Tina Müller        | Germania    | 7                  | 4                  | 1                  | 1                  | –                  | –                  | 306          |
| 5    | Josephine Meitzner | Germania    | –                  | –                  | 3                  | 8                  | 2                  | 2                  | 282          |
| 6    | Lisa-Marie Völker  | Germania    | 5                  | 3                  | 4                  | 2                  | –                  | –                  | 270          |
| 7    | Hannah Prock       | Austria     | 10                 | DNF                | 12                 | 5                  | 3                  | 3                  | 263          |
| 8    | Anda Upīte         | Lettonia    | 19                 | 10                 | 10                 | 6                  | 4                  | 11                 | 216          |
| 9    | Ashley Farquharson | Stati Uniti | 4                  | DNF                | 24                 | 12                 | 11                 | 7                  | 189          |
| 9    | Cheyenne Rosenthal | Germania    | –                  | –                  | 5                  | 7                  | 7                  | 8                  | 189          |

### Singolo uomini
| Pos. | Nome                 | Nazione  | Risultati ottenuti | Risultati ottenuti | Risultati ottenuti | Risultati ottenuti | Risultati ottenuti | Risultati ottenuti | Punti totali |
| Pos. | Nome                 | Nazione  | LIL                | SIG                | KÖN                | INN                | ALT                | OBE                | Punti totali |
| ---- | -------------------- | -------- | ------------------ | ------------------ | ------------------ | ------------------ | ------------------ | ------------------ | ------------ |
| 1    | Fabian Malleier      | Italia   | 5                  | 2                  | 34                 | 4                  | 2                  | 1                  | 385          |
| 2    | Bastian Schulte      | Austria  | 2                  | 3                  | 2                  | 11                 | 1                  | –                  | 374          |
| 3    | Paul-Lukas Heider    | Germania | 1                  | 1                  | 6                  | 1                  | –                  | –                  | 350          |
| 4    | Ivan Nagler          | Italia   | 3                  | 9                  | 12                 | 2                  | 8                  | 4                  | 296          |
| 5    | Thomas Jaensch       | Germania | –                  | –                  | 1                  | 15                 | 3                  | 2                  | 281          |
| 6    | Lukas Gufler         | Italia   | 4                  | 24                 | 10                 | 7                  | 6                  | 7                  | 238          |
| 7    | Theodor Andrei Turea | Romania  | 8                  | 20                 | 41                 | 5                  | 10                 | 6                  | 204          |
| 8    | Aleksej Dmitriev     | Russia   | 11                 | 8                  | 8                  | 9                  | 9                  | DNF                | 196          |
| 9    | Lucas Geyer          | Germania | DNF                | 4                  | 5                  | 3                  | –                  | –                  | 185          |
| 10   | Moritz Bollmann      | Germania | –                  | –                  | 19                 | 13                 | 5                  | 3                  | 177          |

### Doppio
| Pos. | Nome                                     | Nazione    | Risultati ottenuti | Risultati ottenuti | Risultati ottenuti | Risultati ottenuti | Risultati ottenuti | Risultati ottenuti | Punti totali |
| Pos. | Nome                                     | Nazione    | LIL                | SIG                | KÖN                | INN                | ALT                | OBE                | Punti totali |
| ---- | ---------------------------------------- | ---------- | ------------------ | ------------------ | ------------------ | ------------------ | ------------------ | ------------------ | ------------ |
| 1    | Felix Schwarz Lukas Gufler               | Italia     | 1                  | –                  | 3                  | 2                  | 2                  | 2                  | 425          |
| 2    | Andrej Šander Semën Mikov                | Russia     | 2                  | 1                  | DNF                | 5                  | 5                  | 1                  | 395          |
| 3    | Tobias Heinze Maximilian Illmann         | Germania   | –                  | –                  | 1                  | 1                  | 1                  | 3                  | 370          |
| 4    | Vasile Marian Gîtlan Flavius Ion Crăciun | Romania    | 6                  | 3                  | 4                  | 3                  | 4                  | 4                  | 320          |
| 5    | Angel Kozak Andrei Borosoiu              | Romania    | 5                  | 6                  | 6                  | 7                  | –                  | 7                  | 247          |
| 6    | Max Ewald Jakob Jannusch                 | Germania   | –                  | –                  | 5                  | 4                  | 3                  | 6                  | 235          |
| 7    | Tomáš Vaverčák Matej Zmij                | Slovacchia | 3                  | 2                  | 11                 | 8                  | –                  | –                  | 231          |
| 8    | Filip Vejdělek Zdeněk Pěkný              | Rep. Ceca  | 9                  | 4                  | 9                  | 6                  | –                  | 10                 | 224          |
| 9    | Artur Zubel Daniel Rola                  | Polonia    | 7                  | 5                  | DNS                | 11                 | 9                  | 11                 | 208          |
| 10   | Aksels Tupe Kaspars Šļahota              | Lettonia   | 4                  | –                  | 8                  | 10                 | –                  | –                  | 138          |